# Mistrzostwa Polski w Badmintonie 2002
38. Mistrzostwa Polski w Badmintonie 2002 odbyły się w dniach 1 - 3 lutego 2002 w Głubczycach

## Medaliści
| Konkurencja:            | Złoto:                                                            | Srebro:                                                              | Brąz: |
| gra pojedyncza kobiet   | Kamila Augustyn (Piast-B Słupsk)                                  | Angelika Węgrzyn (Technik Głubczyce)                                 | Kinga Rudolf (Hubal Białystok) Agata Rzepczyk (SKB Suwałki)                                                                             |
| gra pojedyncza mężczyzn | Przemysław Wacha (Technik Głubczyce)                              | Jacek Niedźwiedzki (SKB Suwałki)                                     | Kamil Turonek (SKB Suwałki) Dariusz Zięba (Orlicz Suchedniów)                                                                           |
| gra podwójna kobiet     | Kamila Augustyn (Piast-B Słupsk) Joanna Szleszyńska (SKB Suwałki) | Kinga Rudolf (Hubal Białystok) Agata Stelmaszczyk (AZS Kraków)       | Monika Bieńkowska (Bizon Płock) Dorota Grzejdak (Orlicz Suchedniów) Marta Byttner (Warmia Olsztyn) Krystyna Polakowska (Warmia Olsztyn) |
| gra podwójna mężczyzn   | Michał Łogosz (SKB Suwałki) Robert Mateusiak (SKB Suwałki)        | Rafał Hawel (Technik Głubczyce) Przemysław Wacha (Technik Głubczyce) | Michał Mirowski (Piast-B Słupsk) Marcin Zejmowicz (Piast-B Słupsk) Jacek Hankiewicz (SKB Suwałki) Damian Pławecki (AZS Kraków)          |
| gra mieszana            | Robert Mateusiak (SKB Suwałki) Barbara Kulanty (SKB Suwałki)      | Michał Łogosz (SKB Suwałki) Joanna Szleszyńska (SKB Suwałki)         | Dariusz Zięba (Orlicz Suchedniów) Monika Bieńkowska (Bizon Płock) Damian Pławecki (AZS Kraków) Dorota Grzejdak (Orlicz Suchedniów)      |